# Morsea
Morsea is een geslacht van rechtvleugeligen uit de familie Eumastacidae. De wetenschappelijke naam van dit geslacht is voor het eerst geldig gepubliceerd in 1898 door Scudder.

## Soorten
Het geslacht Morsea omvat de volgende soorten:
- Morsea californica Scudder, 1898
- Morsea catalinae Rentz & Weissman, 1981
- Morsea dumicola Rehn & Hebard, 1918
- Morsea islandica Rentz & Weissman, 1981
- Morsea kaibabensis Rehn & Grant, 1958
- Morsea piute Rehn & Grant, 1958
- Morsea tamalpaisensis Rehn & Hebard, 1909